# Pietermaritzburg

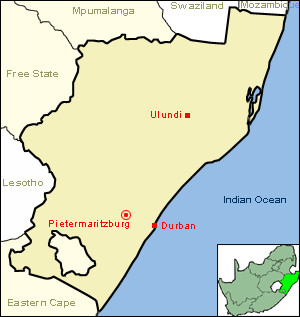
Pietermaritzburgs läge i KwaZulu-Natal

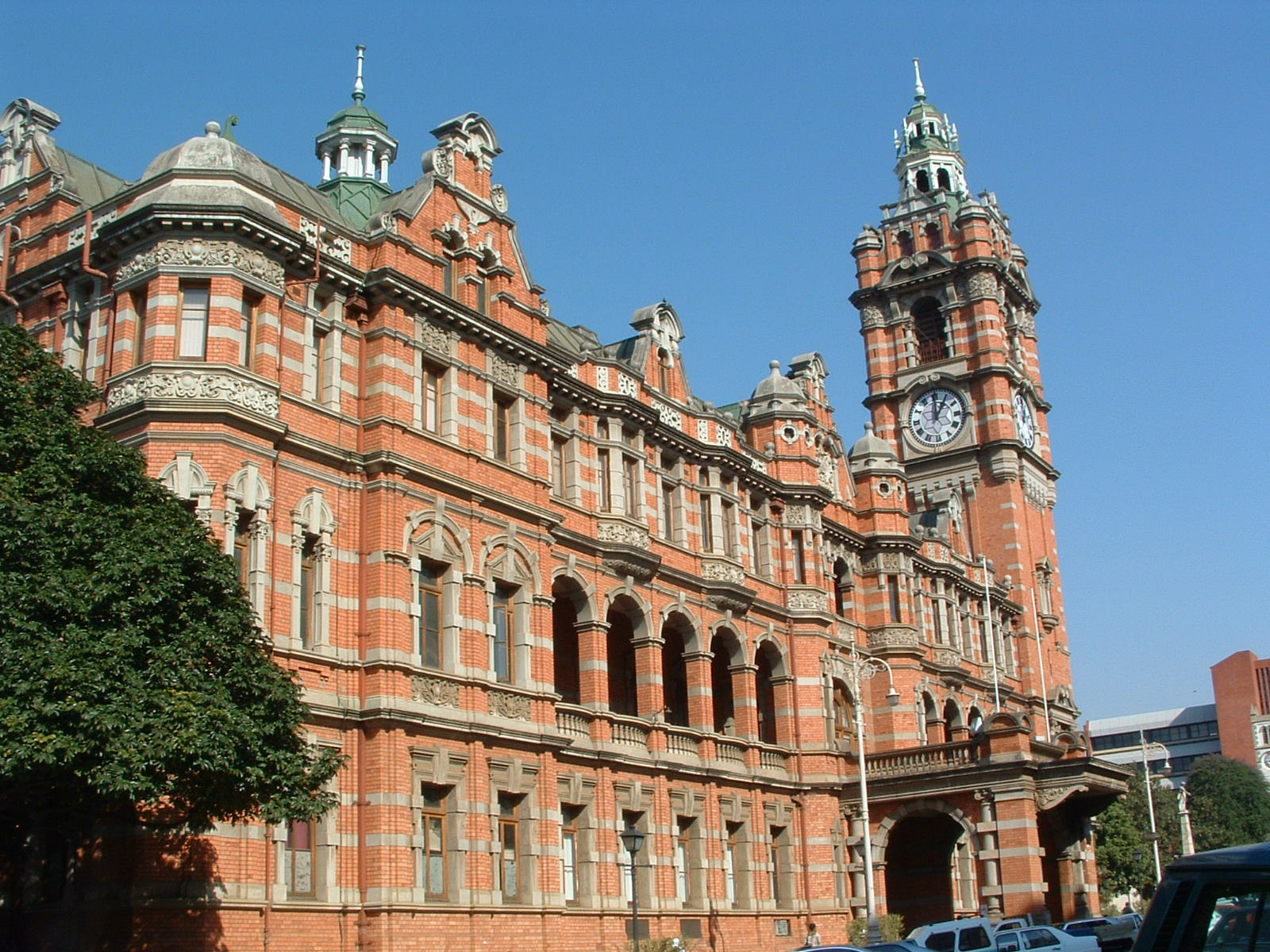
Stadshuset i Pietermaritzburg.

Pietermaritzburg (kortform Maritzburg eller bara PMB) är huvudstad och näst största stad i den sydafrikanska provinsen KwaZulu-Natal. Folkmängden uppgick till 223 448 invånare vid folkräkningen 2011, med ungefär det dubbla i hela storstadsområdet (inklusive bland annat Edendale och Northdale).
Staden grundades 1839 och uppkallades efter de året innan stupade boerledarna Piet Retief och Geert Maritz.
Innan 1994 var Pietermaritzburg huvudstad i provinsen Natal för att sen bli huvudstad i den nybildade KwaZulu-Natal tillsammans med Ulundi, tidigare huvudstad i bantustanet KwaZulu. Ulundi var dock av infrastrukturskäl olämplig som huvudstad och sedan ANC kom till makten efter valet 1994 är Pietermaritzburg ensam huvudstad.
Ett par betydelsefulla händelser har även inträffat i Pietermaritzburg. Mahatma Gandhi blev 1893 avkastad från ett tåg då han vägrade sätta sig i bagagevagnen när en vit passagerare klagade över att en färgad man satt i första klass, trots att Gandhi hade en giltig förstaklassbiljett.
1962 arresterades Nelson Mandela i orten Howick nordväst om Pietermaritzburg.